# 1977 (numero)
Millenovecentosettantasette (1977) è il numero naturale dopo il 1976 e prima del 1978.

## Proprietà matematiche
- È un numero dispari.
- È un numero composto da 4 divisori: 1, 3, 659, 1977. Poiché la somma dei suoi divisori (escluso il numero stesso) è 663 < 1977, è un numero difettivo.
- È un numero semiprimo.
- È un numero fortunato.
- È un numero nontotiente in quanto dispari e diverso da 1.
- È un numero intero privo di quadrati.
- È un numero malvagio.
- È parte delle terne pitagoriche (1977, 2636, 3295), (1977, 217136, 217145), (1977, 651420, 651423), (1977, 1954264, 1954265).

## Astronomia
- 1977 Shura è un asteroide della fascia principale del sistema solare.

## Astronautica
- Cosmos 1977 è un satellite artificiale russo.

## Musica
- 1977 (Ash) è il secondo album della band nordirlandese Ash.
- 1977 (singolo Ana Tijoux) è un singolo della cantante franco-cilena Ana Tijoux.
- 1977 (album Ana Tijoux) è il secondo album in studio da solista della cantante franco-cilena Ana Tijoux.